# Romantica (альбом)
Romantica — шестой студийный альбом американской рок-группы Luna. Он был выпущен 23 апреля 2002 года на лейбле Jetset Records.

## История
Альбом был спродюсирован и смикширован Джином Холдером и Дэйвом Фридманом.

## Отзывы
| Совокупная оценка                 | Совокупная оценка |
| Источник                          | Оценка            |
| --------------------------------- | ----------------- |
| Metacritic                        | 76/100            |
| Оценки критиков                   |                   |
| Источник                          | Оценка            |
| AllMusic                          | [ 3 ]             |
| The Austin Chronicle              | [ 4 ]             |
| Christgau's Consumer Guide        | [ 5 ]             |
| The Encyclopedia of Popular Music | [ 6 ]             |
| Pitchfork Media                   | 7.8/10            |
| Spin                              | 7/10              |
| Stylus Magazine                   | 8.0/10            |

Альбом получил положительные отзывы музыкальных критиков. Сэм Самуэльсон из AllMusic назвал его лучшей их работой и считает, что «Romantica вырывается из ворот с новой энергией, яркостью и чувствительностью, которые, если оглянуться назад, не собирались в единое целое со времён, возможно, Bewitched. В результате получилась тёплая, вибрирующая пластинка, которая временами может стать гимнической и зажигательной. Было бы легко рассказать о достоинствах только продюсирования, но ключ к успеху лежит в отличном написании песен. Дин Уэрэм расслаблен и выдаёт некоторые из своих лучших образов и чувств. Песни остроумны, образны и саркастичны. Ещё один ключ к успеху Romantica кроется в этих стилевых вариациях, которые продвигают пластинку в последовательные блоки. Каждое прослушивание усиливает первоначальную непосредственность Romantica: каждый виток становится откровенным и эмоциональным — как исповедь человека, одержимого скукой пустых обещаний».
Exclaim! написал, что «здесь есть несколько тонких улучшений, например, общий стиль продюсирования Дэйва Фридмана, который выделил томный вокал Уэрэма более резко, чем на любом предыдущем релизе».

## Список композиций
1. «Lovedust» — 4:00
2. «Weird and Woozy» — 3:12
3. «Black Postcards» — 5:12
4. «Black Champagne» — 3:34
5. «Swedish Fish» — 2:54
6. «Renée Is Crying» — 3:13
7. «Mermaid Eyes» — 3:31
8. «1995» — 2:17
9. «Rememories» — 4:26
10. «Dizzy» — 3:37
11. «Orange Peel» — 3:11
12. «Romantica» — 5:12